# 단양군수
단양군수는 충청북도 단양군의 군수이다.

## 관선(1945~1995)
| 대수 | 군수   | 임기                             | 비고              |
| ---- | ------ | -------------------------------- | ----------------- |
| 초대 | 송경섭 | 1951년 3월 10일 이전             | 충청북도 단양군수 |
| 2대  | 정만근 | 1951년 3월 10일~1953년 9월 23일  | 충청북도 단양군수 |
| 3대  | 라교도 | 1953년 9월 23일~1954년 4월 29일  | 충청북도 단양군수 |
| 4대  | 김상현 | 1954년 4월 29일~1956년 3월 27일  | 충청북도 단양군수 |
| 5대  | 경태호 | 1956년 3월 27일~1957년 6월 22일  | 충청북도 단양군수 |
| 6대  | 조직상 | 1957년 6월 22일~1958년 3월 15일  | 충청북도 단양군수 |
| 7대  | 이학래 | 1958년 3월 15일~1958년 11월 24일 | 충청북도 단양군수 |
| 8대  | 장두환 | 1958년 11월 24일~1960년 5월 23일 | 충청북도 단양군수 |
| 9대  | 김문배 | 1960년 5월 23일~1960년 11월 23일 | 충청북도 단양군수 |
| 10대 | 정대용 | 1960년 11월 23일~1961년 12월 4일 | 충청북도 단양군수 |
| 11대 | 정범구 | 1961년 12월 4일~1964년 2월 27일  | 충청북도 단양군수 |
| 12대 | 백용기 | 1964년 2월 27일~1965년 5월 5일   | 충청북도 단양군수 |
| 13대 | 이중천 | 1965년 5월 5일~1967년 10월 5일   | 충청북도 단양군수 |
| 14대 | 지종원 | 1967년 10월 5일~1971년 8월 21일  | 충청북도 단양군수 |
| 15대 | 정경모 | 1971년 8월 21일~1973년 7월 13일  | 충청북도 단양군수 |
| 16대 | 이영득 | 1973년 7월 13일~1975년 9월 3일   | 충청북도 단양군수 |
| 17대 | 이승우 | 1975년 9월 3일~1976년 8월 30일   | 충청북도 단양군수 |
| 18대 | 최만식 | 1976년 8월 30일~1979년 7월 1일   | 충청북도 단양군수 |
| 19대 | 권기상 | 1979년 7월 2일~1982년 3월 4일    | 충청북도 단양군수 |
| 20대 | 오병하 | 1982년 3월 5일~1983년 12월 27일  | 충청북도 단양군수 |
| 21대 | 김종성 | 1983년 12월 28일~1986년 3월 7일  | 충청북도 단양군수 |
| 22대 | 이종혁 | 1986년 3월 8일~1987년 7월 9일    | 충청북도 단양군수 |
| 23대 | 이기영 | 1987년 7월 10일~1988년 6월 7일   | 충청북도 단양군수 |
| 24대 | 권순영 | 1988년 6월 8일~1989년 12월 31일  | 충청북도 단양군수 |
| 25대 | 박성인 | 1989년 1월 1일~1991년 1월 13일   | 충청북도 단양군수 |
| 26대 | 민귀식 | 1991년 1월 14일~1991년 4월 25일  | 충청북도 단양군수 |
| 27대 | 박정순 | 1991년 4월 26일~1991년 12월 30일 | 충청북도 단양군수 |
| 28대 | 김명수 | 1991년 12월 31일~1993년 3월 28일 | 충청북도 단양군수 |
| 29대 | 박만순 | 1993년 3월 29일~1994년 11월 17일 | 충청북도 단양군수 |
| 30대 | 박경국 | 1994년 11월 18일~1995년 6월 30일 | 충청북도 단양군수 |

## 민선(1995~)
| 대수    | 군수   | 임기                           | 비고      |
| ------- | ------ | ------------------------------ | --------- |
| 31대    | 정하모 | 1995년 7월 1일~1998년 6월 30일 | 민선1기   |
| 32·33대 | 이건표 | 1998년 7월 1일~2006년 6월 30일 | 민선2·3기 |
| 34·35대 | 김동성 | 2006년 7월 1일~2014년 6월 30일 | 민선4·5기 |
| 36·37대 | 류한우 | 2014년 7월 1일~2022년 6월 30일 | 민선6·7기 |
| 38대    | 김문근 | 2022년 7월 1일~                | 민선8기   |

## 같이 보기
- 단양군수 선거